# São Roque do Canaã
São Roque do Canaã est une municipalité brésilienne située dans l'État de l'Espirito Santo.